# Un homme heureux (roman)
Pour les articles homonymes, voir Un homme heureux.
Un homme heureux (titre original en finnois : Onnellinen mies) est un roman de l'écrivain finlandais Arto Paasilinna publié en 1976. L'auteur l'écrit en finnois à Suomusjärvi.
La traduction en français paraît en 2005.

## Résumé
Dans la petite commune finlandaise  de Kuusmäki, l'ingénieur des Pont et Chaussées Akseli Jaaniten est chargé de la construction d'un nouveau pont. Dans ce bourg renfermé sur lui-même et tout droit sorti d'une autre époque, ses mœurs et ses méthodes lui attirent très vite la méfiance et l'animosité des notables locaux qui mettent tout en œuvre pour l'humilier et finalement l'exclure du projet. Cependant l'ingénieur est implacable et ne compte pas en rester là. Les conséquences de sa vengeance seront terribles.

## Adaptation à la télévision
- 1979 : Onnellinen mies, téléfilm finlandais réalisé par Hannu Kahakorpi, adaptation du roman éponyme